# República de Mindanao

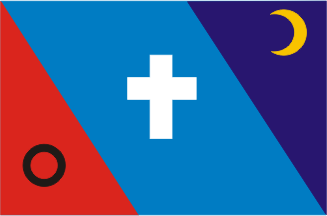
Bandera de la República

La República de Mindanao fou proclamada el 4 d'octubre de 1990 pel coronel Alexandre Noble revoltat contra el govern de les Filipines al front d'uns dos-cents soldats. El govern el va acusar de ser un partidari de l'enderrocat president Ferdinand Marcos i membre d'un grup clandestí d'extrema dreta de l'exèrcit, i sospitava que la seva proclamació independentista fou només per guanyar suports. Era de fet el setè cop d'estat contra la presidenta Corazón Aquino (Cori Aquino) en un any i mig.
Els camps militars de Butuan i Cagayan d'Oro foren atacats el 5 d'octubre per les forces del govern i el 6 d'octubre Noble es va rendir quan les altres unitats militars a l'illa no es van unir a la rebel·lió.
Noble va utilitzar una bandera nova en la que hi havia símbols cristians, musulmans i animistes, i va dir que volia la unitat de Mindanao, i cridar l'atenció sobre els problemes de l'illa.